# Juliane Kotzur
Juliane Kotzur (* 18. März 1992 in München) ist eine deutsche Schauspielerin.

## Leben
Sie war Mitglied im Jungen Ensemble des Bayrischen Staatsschauspiels unter anderem mit Til Schindler und nahm noch während ihrer Schulzeit Unterricht in der Schauspielkunst. Von 2011 bis 2012 spielt sie in den ersten beiden Staffeln der Serie Fluch des Falken eine der Hauptrollen. Die Produktion wurde 2012 auf dem Filmfest München für den Weißen Elefant nominiert. Sie studierte Rechtswissenschaften in Berlin.

## Filmografie
Fernsehserien
- 2011–2012: Fluch des Falken (Fernsehserie, 112 Folgen)

## Theater
- 2009: Ach, das engt das ganze Herz so ein[5]
- 2010: Friends laugh together, eat icecream whenever
- 2010: It's Only a Paper Moon[6]
- 2010: I just can't get enough